# Ramón Chávez
Ramón Francisco Chávez (Pozo Hondo, Santiago del Estero, 6 de abril de 1973) es un exfutbolista argentino que jugaba como delantero.

## Trayectoria

### Atlético Tucumán
Chávez debutó con la camiseta de Atlético Tucumán en el año 1992. En el decano jugó hasta 1996.

### Argentinos del Norte
Luego de paso por Atlético, llegó a Argentinos del Norte. Con el sagrado se coronó campeón de la Liga Tucumana en 1998 y clasificó al torneo Argentino B. Con el equipo de San Miguel de Tucumán estuvo cerca del ascenso, pero fue descalificado por deudas con el Consejo Federal.

### La Florida
En el 2002 se unió a La Florida. Con el tricolor se coronó campeón de la Liga Tucumana y clasificó al Argentino B. En la competencia nacional eliminó al clásico rival de Atlético Tucumán en semifinales, y lo condenó al descenso a la Liga Tucumana y logró el ascenso al Argentino A. Chávez jugó en La Florida hasta 2007.

### San Lorenzo de Delfín Gallo
En 2008 pasó a San Lorenzo de Delfín Gallo, donde se retiró del fútbol.

## Clubes
| Club                        | País      |
| --------------------------- | --------- |
| Atlético Tucumán            | Argentina |
| Argentinos del Norte        | Argentina |
| La Florida                  | Argentina |
| San Lorenzo de Delfín Gallo | Argentina |

## Palmarés
| Título        | Equipo               | País      | Año     |
| ------------- | -------------------- | --------- | ------- |
| Liga Tucumana | Argentinos del Norte | Argentina | 1998    |
| Liga Tucumana | La Florida           | Argentina | 2002    |
| Argentino B   | La Florida           | Argentina | 2002/03 |